# Szilágyi Zsolt (politikus)
Szilágyi Zsolt (Nagyvárad, 1968. július 29. –) romániai magyar politikus, az Erdélyi Magyar Néppárt (EMNP) volt elnöke. Nős, három gyermek édesapja.

## Életpályája

### Tanulmányok
Szilágyi Zsolt 1986-ban érettségizett a mai Ady Endre Elméleti Líceumban. 1987 és 1990 között a Temesvári Műszaki Egyetem építészmérnöki karának hallgatója volt, 1997-ben a bukaresti Nemzetvédelmi Kollégiumban is diplomát szerzett. 1992–1998 között politológiát hallgatott az Eötvös Loránd Tudományegyetemen, 2003 óta politikatudományok doktorandusz a Bukaresti Egyetemen.

### Munkahelyek
1990 és 2004 között négy ciklusban parlamenti képviselő Románia parlamentjében a Romániai Magyar Demokrata Szövetség (RMDSZ) színeiben. Miután Tőkés László európai parlamenti mandátumot szerzett (2007-ben illetve 2009-ben), kabinetfőnökként segítette tevékenységét.
Fontosabb szakmai tapasztalatai:
- 1990–1992 a romániai képviselőház oktatási bizottságának tagja
- 1992–2004 a képviselőház külügyi bizottságának tagja
- 1993–1996 Románia euroatlanti integrációs stratégiáját kidolgozó parlamenti bizottság tagja
- 1994–1999 az Európai Demokrata Unió biztonságpolitikai bizottságának tagja
- 1996 az RMDSZ képviselőházi frakciójának alelnöke
- 1998–2001 az RMDSZ képviselőházi frakciójának titkára
- 2000–2004 a Délkelet-európai Stabilitási Egyezmény Parlamenti munkacsoportjának tagja
- 2000–2003 a képviselőház Európai Integrációs Bizottságának tagja, majd titkára (2002)
- 2000–2003 a Románia–Európai Unió közös parlamenti vegyes bizottság tagja
- 2004 Magyar Polgári Szövetség (MPSZ) külügyi osztályának vezetője
- 2005–2009 a Partiumi Keresztény Egyetem teljes állású tanára, tanársegéd
- 2007-től Tőkés László európai parlamenti képviselő kabinetfőnöke
- 2010–2011 Tőkés László európai parlamenti alelnök kabinetfőnöke
- 2014–2019: Az Erdélyi Magyar Néppárt elnöke.[4]

## Tevékenysége

### Politikai tevékenysége
- 1990–2004: RMDSZ-es parlamenti képviselő
- 1992: az RMDSZ-en belül a Szabadelvű Kör tagja
- 1993: az RMDSZ-en belül a Reform Tömörülés alapító tagja
- 1994: a Szabadelvű Kör alelnöke
- 1990–1992: a Magyar Ifjúsági Szervezetek Szövetségének (MISZSZ) országos alelnöke
- 1990–1992: az RMDSZ országos elnökségének tagja
- 2003-tól a Reform Mozgalom elnöke
- 2003: az Erdélyi Magyar Nemzeti Tanács (EMNT) alapító tagja
- 2003 óta az EMNT alelnöke
- 2004: az MPSZ alapító tagja
- 2004: polgármesterjelölt (MPSZ)
- 2004: az MPSZ Országos Választmányának elnöke
- 2007: Tőkés László egyéni képviselőjelölt „Unió, Erdéllyel” kampányának vezetője
- 2009: Tőkés László kampányfőnöke az európai parlamenti választásokon
- 2011: az EMNP Kezdeményező testületének tagja, majd annak jogi bejegyzése után megbízott elnökhelyettese
- 2014: az EMNP jelöltjeként indult az elnökválasztáson. Az első fordulót követően bejelentette, hogy beadja lemondását az Erdélyi Magyar Néppárt alelnöki tisztségéről az alacsony választási eredmények miatt.[5]

### Tevékenysége a civil szférában
- 1990: a nagyváradi MISZSZ alapító tagja és ügyvezető elnöke
- 1990: a Temesvári Magyar Diákszövetség alapító tagja, alelnöke
- 1990: a Bálványosi Nyári Szabadegyetem egyik alapítója

### Fontosabb tanulmányok, szakmai írások
- Szilágyi Zsolt: Egy alapszerződés tanulságai (Învăţămintele unui tratat de bază – The Moral of a Preaty). Magyar Kisebbség1996, nr. 4 (6.), p. 23-26
- Szilágyi Zsolt: Megkapaszkodni egy elképzelt Közép-Európában (A prinde rădăcini într-o Europă-Centrală imaginată – Holding on to an Imaginary Central-Europe). Magyar Kisebbség 1998, nr. 1 (11.), p. 76-81
- Kisebbségi alternatívák. Kisebbségi kérdések megjelenítése a Magyar Kisebbségben (1995–2000). Sfântu Gheorghe, 2002, p. 42-46
- Szilágyi Zsolt: Külpolitika, határon túli magyarok és jószomszédság (Politică externă, maghiari de peste graniţe şi buna vecinătate – Foreign Policy, Hungarians beyond the Frontiers and Neighbourliness). Magyar Kisebbség 1998, nr. 3-4 (13-14.), p. 185-202
- Útközben. Miercurea Ciuc, 1999, p. 412-431
- Szilágyi Zsolt: A romániai politikai rendszer domináns törésvonalai (Clivajele dominante ale sistemului politic românesc – The Dominant Cleavages of the Romanian Political System). Romániai Magyar Évkönyv 2000, p. 10-18
- Szilágyi Zsolt: Belső demokrácia és legitimitás az RMDSZ-ben (Democraţia internă şi legitimitate în UDMR – Inner Democracy and legitimacy within the Democratic Alliance of Hungarians in Romania). Amire felesküdtünk Isten és ember előtt. A Kolozsvári Nyilatkozat tíz esztendeje. Nagyvárad, 2002, p. 106-110

### Tudományos kutatási projektek
- 1992: Seminar on Basic Political Mainstreams, Friedrich Naumann Foundation, Németország és Academia International de Liberdade Desenvolvimento szervezésében, Portugália.
- 1993: Seminar on the Implementation of the European Convention on Human Rights, Budapesti Egyetem és Esztergom Önkormányzata szervezésében, Magyarország.
- 1994: School for Young Political Leaders - Pluralizmus Alapítvány, Bukarest együttműködve a Institute for Democracy in Eastern Europe, USA
- 1993–1994: Az amerikai jogrendszerről szóló tanulmánysorozat az Amerikai Kulturális Intézet szervezésében, Bukarest.
- 1994: Nemzetközi Emberjogi Rendszerek - összehasonlító tanulmányok, Strasbourg, International Institute of Human Rights, a Friedrich Naumann alapítvány ösztöndíjasa
- 1998: Egyesült Államok, a German Marshall Fund ösztöndíjasa
- 1998: Royal Institute of International Affairs, London, a Nyugat Európai Unió ösztöndíjasa
- 2000: Meghívott előadó, West Virginia Wesleyan College, USA
- 2003 óta: doktorandusz, Bukaresti Egyetem, Politikatudományok
- 2007: Civics Education – Állampolgári nevelés, a US State Department ösztöndíjasa

## Díjai, elismerései
- Báthory-díj (2010)[6]